# Tupolev I-4
O Tupolev I-4 foi um caça soviético. Foi projetado em 1927 por Pavel Sukhoi, seu primeiro projeto de aeronaves, e o primeiro caça soviético construído todo em metal.

## Projeto e Desenvolvimento
Depois do primeiro protótipo (sob o nome de desenvolvimento ANT-5), o I-4 foi redesenhado com um novo capô do motor para diminuir o arrasto, acrescentou lançadores de foguetes na asa superior, e uma tailfin maior. A asa inferior não era nada mais do que um acessório para os suportes da asa, era (quase) retirado na segunda série (I-4-A). Era armado com um par de metralhadoras PV-1 e alcançava até 257 km/h.

## História Operacional
O I-4 foi usado como um caça parasita em experimentos com o Tupolev TB-1 bombardeiro pesado no Projeto Zveno. A aeronave esteve em serviço de 1928-1933. Um total de 369 foram construídos. Nunca foi usada em combate.

## Variantes
- ANT-5: Protótipo.
- I-4: aviões caça monoposto.
- I-4 bis: Versão Monoplana.
- I-4P: Versão Com Flutuantes.